# Кастелнуово (Прато)
Кастелнуово је насеље у Италији у округу Прато, региону Тоскана.
Према процени из 2011. у насељу је живело 420 становника. Насеље се налази на надморској висини од 36 м.